# Hugonia gossweileri
Hugonia gossweileri là một loài thực vật có hoa trong họ Linaceae. Loài này được Baker f. & Exell mô tả khoa học đầu tiên năm 1927.